# البرسویلر
البرسویلر (به آلمانی: Albersweiler) یک شهر در آلمان است که در راینلاند-فالتس واقع شده‌است.

## خصوصیات
البرسویلر ۱۰٫۸۵ کیلومترمربع مساحت دارد ۱۶۵ متر بالاتر از سطح دریا واقع شده‌است.